# Serranía de Ayapel
La serranía de Ayapel est un massif montagneux situé en Colombie. Elle fait partie de la cordillère Occidentale, une des trois branches des Andes colombiennes, dont elle est un prolongement.

## Géographie
La serranía de Ayapel est située dans les départements d'Antioquia et de Córdoba. Elle est séparée à l'ouest de la serranía de San Jerónimo par la vallée du río San Jorge et de la cordillère Centrale  par la vallée du río Cauca.
La serranía de Ayapel est la plus étendue des trois chaînes montagneuses au nord du nœud de Paramillo.